# 茅坪镇 (锦屏县)
茅坪镇，是中华人民共和国贵州省黔东南苗族侗族自治州锦屏县下辖的一个乡镇级行政单位。

## 行政区划
茅坪镇下辖以下地区：
茅坪社区、下寨村、上寨村、新建村、宰大溪村和阳溪村。